# Parafia św. Michała Archanioła w Gierałcicach
Parafia św. Michała Archanioła w Gierałcicach – parafia rzymskokatolicka, znajdująca się w diecezji opolskiej, w dekanacie Głuchołazy.